# Bolitoglossa tatamae
Bolitoglossa tatamae är en groddjursart som beskrevs av Andrés Acosta-Galvis och Julio Mario Hoyos 2006. Bolitoglossa tatamae ingår i släktet Bolitoglossa och familjen lunglösa salamandrar. IUCN kategoriserar arten globalt som nära hotad. Inga underarter finns listade.